# Ngbugu-langbasi
Le ngbugu-langbasi, ou banda centre sud, est une langue banda de la famille des langues oubanguiennes parlée en République centrafricaine et en République démocratique du Congo. Ses variétés, le ngbugu, le langba et le langbasi, semblent être mutuellement intelligible,,.

## Écriture
Une orthographe a été développée pour le ngbugu de Basse-Kotto en République centrafricaine.
| a  | b | bh | ch | d  | dh | dj | e | ɛ | ə | f   | g | gb | h | i | ɨ | j | k |
| kp | l | m  | n  | ny | o  | p  | r | s | t | tch | u | ʉ  | v | w | y | z |   |

La nasalisation est indiquée avec un n après la lettre de la voyelle nasalisée.
Les tons sont indiqués à l’aide de signes diacritiques:
- le ton haut avec un accent circonflexe ‹ â ê ɛ̂ ə̂ î ɨ̂ ô û ʉ̂ › ;
- le ton moyen avec un tréma ‹ ä ë ɛ̈ ə̈ ï ɨ̈ ö ü ʉ̈ › ;
- le ton bas n’a pas de signe diacritique  ‹ a e ɛ ə i ɨ o u ʉ ›.